# Елџин Бејлор
Елџин Геј Бејлор (енгл. Elgin Gay Baylor; 16. септембар 1934 — 22. март 2021) био је амерички професионални кошаркаш, тренер и извршни директор. Играо је 14 сезона у НБА за Лос Анђелес лејкерсе на позицији крила. 
Бејлор је био надарен шутер, снажан скакач и успешан асистент, који је био најпознатији по свом заштитном знаку скок шуту. Пик број 1. на драфту 1958, НБА руки године (1959), 11 пута НБА Ол-стар и 10 пута члан НБА првог тима, Бејлор се сматра једним од најбољих играча свих времена. Године 1977. Бејлор је примљен у Кошаркашку Кућу славних. Године 1996. Бејлор је проглашен за једног од 50 најбољих играча у историји НБА лиге. У октобру 2021. године, Бејлор је поново проглашен за једног од најбољих играча лиге свих времена именовањем у НБА тим поводом 75. годишњице.